# فن رومانسكي
يشير مصطلح الفن الرومانسكي إلى الفن في أوروبا الغربية منذ عام 1000 ميلادي تقريبًا وحتى ظهور الطراز القوطي في القرن الثالث عشر أو ما بعده وفقًا للمنطقة. عُرفت الفترة السابقة باسم الفترة ما قبل الرومانسكية. اخترع هذا المصطلح مؤرخو الفن في القرن التاسع عشر، وخاصة للعمارة الرومانسكية التي احتفظت بالخصائص الأساسية من الطراز الروماني المعماري -وأبرزها الأقواس ذات الرؤوس الدائرية، وأيضًا العقادة، وحنيات الكنائس، وزخرفة أوراق الأقنثا- ولكنها طورت أيضًا العديد من الخصائص المختلفة تمامًا. في جنوب فرنسا، وإسبانيا، وإيطاليا، استمر معمار العصر القديم المتأخر، ولكن الطراز الرومانسكي كان أول نمط ينتشر في جميع أنحاء أوروبا الكاثوليكية، من صقلية إلى إسكندنافيا. تأثر الفن الرومانسكي أيضًا إلى حد كبير بالفن البيزنطي، خاصة في التصوير، وبالحيوية غير التقليدية لزخرفة الفن الجزيري للجزر البريطانية. تكوّن طراز مبتكر ومتماسك للغاية من هذه العناصر.

## الخصائص

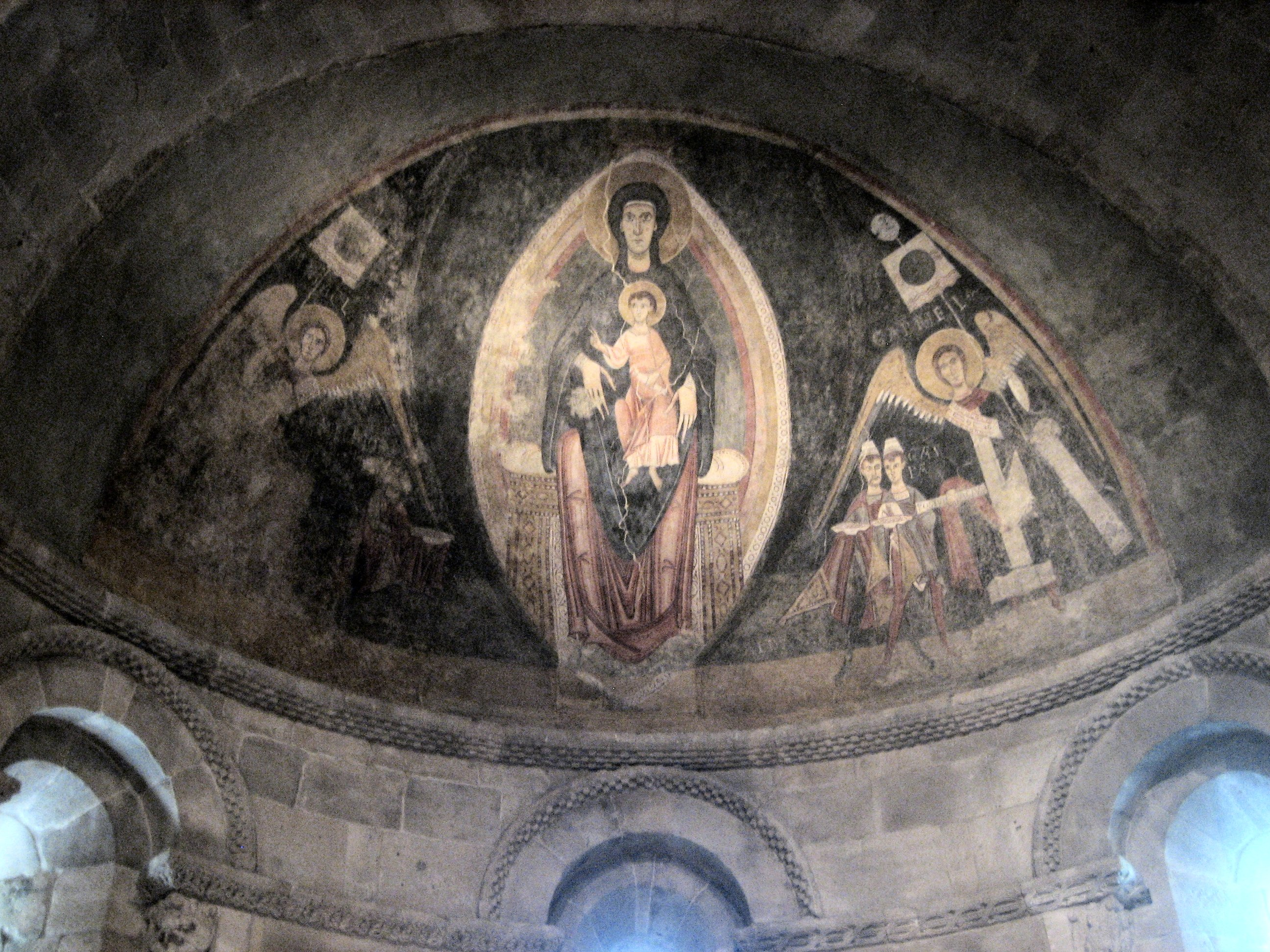
ماستر أوف ديبرت، العذراء ويسوع الطفل في الجلالة وسجود المجوس، لوحة جدارية جصية على حنية الكنيسة من تريدوس، وادي آران، كاتالونيا، إسبانيا، 1100 ميلادي تقريبًا، الآن في متحف كلويسترز في مدينة نيويورك.

بعيدًا عن العمارة الرومانسكية، تميز فن الفترة بأسلوب قوي في كلٍ من النحت والتصوير. واصل التصوير اتباع النماذج الأيقونية البيزنطية للمواضيع الأكثر شيوعًا في الكنائس بشكل أساسي، والتي بقيت المسيح في الجلالة، ويوم القيامة، ومشاهد من حياة المسيح. في المخطوطات المذهبة، يُرى المزيد من الأصالة، إذ استُلزم تصوير مشاهد جديدة. كانت المخطوطات المزينة ببذخ في هذه الفترة هي الأناجيل وكتب الأدعية (المزامير). انطبقت نفس الأصالة على تيجان الأعمدة: حُفرت عليها غالبًا مشاهد كاملة مع العديد من الأشخاص. كان الصليب الكبير المصنوع من الخشب ابتكارًا ألمانيًا في بداية الفترة، وأيضًا التماثيل القائمة بذاتها لمادونا المتوّجة. كان الحفر البارز تقنية النحت المهيمنة في الفترة.
كانت الألوان المستخدمة خلال هذه الفترة مذهلةً للغاية، ومعظمها أساسي. في القرن الحادي والعشرين: لا يمكن رؤية هذه الألوان في نصوعها الأصلي إلا في الزجاج الملون، والقليل من المخطوطات المحفوظة جيدًا. أصبح الزجاج المعشق يستخدم على نطاق واسع، لكنّ ما بقي منه قليل للأسف. في ابتكار لهذه الفترة، نُحتت طبلة (الجزء الواصل بين طرفي القوس على شكل نصف دائرة) بوابات الكنيسة الهامة بمخططات ضخمة، تُظهر غالبًا المسيح في الجلالة أو يوم القيامة، لكنها عولجت بحرية أكبر من الأنواع المصورة، إذ لم تكن هناك نماذج بيزنطية مماثلة.
كانت التكوينات عادةً ذات عمق ضئيل، وبحاجة إلى أن تكون مرنة حتى تُضغط في أشكال الأحرف الأولى (التي تُبدأ بها المخطوطة)، وتيجان الأعمدة، وطُبل الكنيسة؛ الضغط في إطار مغلق بإحكام، تنفلت منه التكوينات في بعض الأحيان، هو موضوع متكرر في الفن الرومانسكي. تتباين أحجام الشخصيات في كثير من الأحيان تبعًا لأهميتها. كانت خلفيات المناظر الطبيعية، إن جُربت من الأساس، أقرب إلى الزخارف المجردة من الواقعية؛ كما في الأشجار المصوّرة في «رقاقة مورغان». يكاد تصوير البورتريه أن يكون غائبًا.

## خلفية
خلال هذه الفترة، نمت أوروبا باطّراد لتكون أكثر ازدهارًا، ولم يعد الفن الأكثر جودةً محصورًا، كما كان إلى حد كبير في الفترات الكارولنجية والأوتونية، بالبلاط الملكي ودائرة صغيرة من الأديرة. ظلت الأديرة في غاية الأهمية، خاصة تلك التابعة لنظم الرهبنة التوسعية الجديدة في تلك الفترة، السيسترسية والكلونية والكرثوزيانية، التي انتشرت في جميع أنحاء أوروبا. لكن كنائس المدن، تلك الموجودة على طرق الحج، والعديد من الكنائس في البلدات والقرى الصغيرة زُخرفت بإتقان وفقًا لمعايير عالية جدًا؛ هذه الأجزاء غالبًا هي التي حوفظ عليها عند إعادة بناء الكاتدرائيات وكنائس المدن. لم يبق أي قصر ملكيّ رومانسكي.
أصبح الفنان العلماني شخصية ذات قيمة؛ يبدو أن نيكولاس أو فردان كان معروفًا في جميع أنحاء أوروبا. كان معظم البنائين وصائغي الذهب علمانيين بحلول ذلك الوقت، ويبدو أن المصورين العلمانيين مثل المعلم هوغو قد شكلوا الغالبية العظمى بحلول نهاية الفترة، على الأقل بين أولئك الذين يقومون بأفضل الأعمال. لا شك أن الأيقونات في أعمالهم الكنسية قد نُفّذت بالتشاور مع المستشارين الدينيين.

## النحت

### أشغال المعادن، والمينا المزجج، والعاج

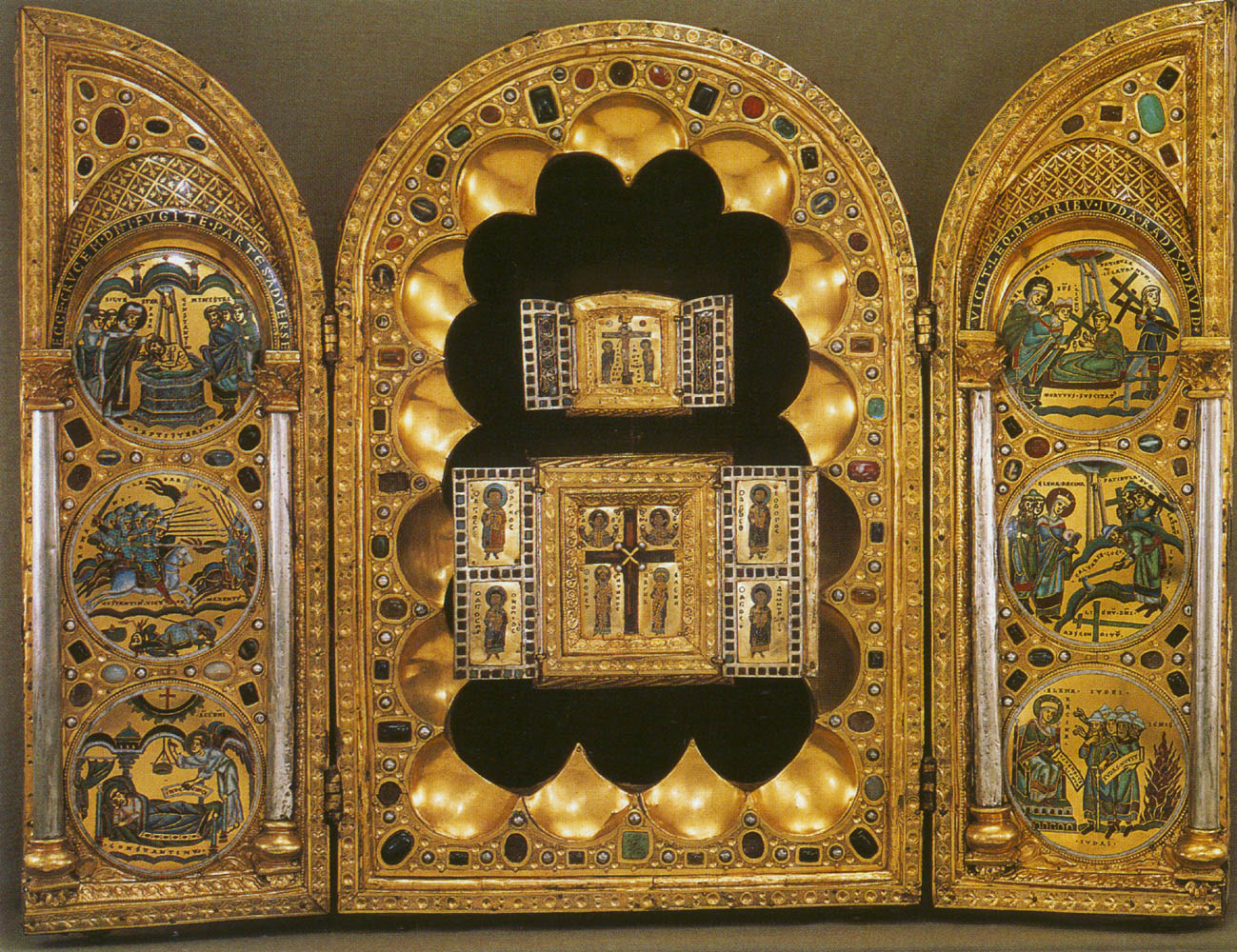
صورة: ثلاثية ستافيلوت، موسان، بلجيكا، 1156-1158 ميلادي تقريبًا. 48 × 66 سم مع أجنحة مفتوحة، مكتبة مورغان، نيويورك.

كان للمشغولات الثمينة في هذه الوسائط مكانة عالية جدًا في هذه الفترة، وربما أكثر من اللوحات؛ أسماء أكثر صانعي هذه المشغولات معروفة مقارنة مع أسماء المصورين، أو المُذهبين، أو المعماريين البنائين المعاصرين لهم. أصبحت الأشغال المعدنية، بما فيها التزيين بالمينا المزججة، متطورة للغاية. نجت العديد من الأضرحة المذهلة التي أُنشئت لحفظ الرفات (الذخائر)، ومن أشهرها ضريح الملوك الثلاثة في كاتدرائية كولونيا الذي أنشأه نيكولاس أوف فردان وآخرون (1180-1225 تقريبًا). تُعد ثلاثية ستافيلوت وصندوق رفات سانت موروس مثالين على أشغال المينا المزججة الموسانية. شُغلت صناديق الرفات (الذخائر) الكبيرة ولوحات المذابح حول إطار من الخشب، ولكن الصناديق الأصغر كانت بأكملها من المعدن والمينا المزججة. بقي القليل من القطع الدنيوية، مثل صناديق المرايا، والمجوهرات والمشابك، لكن هذه القطع لا تُعد تمثيلًا كافيًا لمقدار الدقة التي كانت عليها المشغولات المعدنية التي امتلكها النبلاء.
يُعد شمعدان غلوستر البرونزي وحوض التعميد النحاسي من 1108-1117 الموجود الآن في لياج مثالين رائعين، مختلفين جدًا في الأسلوب، لسبك المعادن. الأول شديد التعقيد والحيوية، يستمد زخارفه من تصوير المخطوطات، بينما يُظهر حوض التعميد النحاسي الأسلوب الموساني في أقصى كلاسيكيته وروعته. تُعد الأبواب البرونزية، وعمود النصر، والتجهيزات الأخرى في كاتدرائية هيلدسهايم، وأبواب جنيزنو، وأبواب كاتدرائية سان زينو في فيرونا، من البقايا الرئيسية الآخرى. يبدو أن الإبريق، وهو حاوية للماء تستخدم في غسل اليدين، قد أُدخل إلى أوروبا في القرن الحادي عشر. أعطى الحرفيون القطع أشكالًا رائعة في كثير من الأحيان؛ الأمثلة المتبقية مصنوعة من النحاس غالبًا. بقي العديد من انطباعات الشمع من أختام مثيرة للإعجاب على المواثيق والمستندات، لكن العملات المعدنية الرومانسكية ليست ذات أهمية جمالية كبيرة.
نُسب صليب كلويسترس، وهو صليب من العاج كبير الحجم بشكل غير عادي مع نحت معقد يضم العديد من شخصيات الأنبياء وغيرهم، إلى أحد الفنانين القلائل نسبيًا الذين يُعرفون باسمهم، المُعلم هوغو، الذي قام أيضًا بتذهيب المخطوطات. كان الصليب في الأصل ملونًا جزئيًا مثل العديد من القطع. تمثل قطع لويس الشطرنجية أمثلة للمشغولات العاجية الصغيرة المحفوظة جيدًا، والتي بقيت العديد من قطعها أو شظاياها مثل الصولجانات (عصا معقوفة يحملها الأسقف)، واللوحات، والصلبان الصدرية، والمشغولات المشابهة.